# Staffan Gylling
Georg Staffan Gylling, född 8 november 1945 i Ulricehamn, är en svensk målare.
Gylling studerade vid Högre konstindustriella skolan i Stockholm och Valands målarskola i Göteborg samt Studio School i New York och Academia di Belle Arti i Florens samt konstvetenskap vid Göteborgs universitet. Han har ställt ut separat på Göteborgs konsthall och på Göteborgs konstmuseum samt på ett flertal platser i Stockholm och Malmö. Hans konst består av nonfigurativa motiv i olja. Gylling är representerad vid Göteborgs konstmuseum och Borås konstmuseum. Han gav 1977 ut diktsamlingen Fjärilsvinge som illustrerades av Stellan Wiberg.